# David Buckley (Komponist)
David Buckley (* 7. Juni 1976 in London) ist ein britischer Komponist von Filmmusik.

## Als aktiver Musiker
Buckley ist ein Bariton mit einem aufsehenerregend tiefen Stimmumfang. Er war Mitglied des Chors beim Gonville and Caius College in Cambridge (England), hat mit der Oxford Camerata aufgenommen und bei ihrem Gründer und Leiter, Jeremy Summerly, Gesangsunterricht genommen und den Choir of London mitgegründet.

## Beim Film
Buckley arbeitet auf breiter Basis mit dem Komponisten Harry Gregson-Williams zusammen (Videospiel Metal Gear Solid 4: Guns of the Patriots).
Buckley hat für Fernsehsendungen im Gebiet der Information und der Unterhaltung komponiert und die Musik zu mehreren Filmen geschrieben, darunter Town Creek (2008, Regie: Joel Schumacher), The Forbidden Kingdom (2009, Regie: Rob Minkoff; der erste Film sowohl mit Jackie Chan wie mit Jet Li), Das schwarze Herz (2009, Regie: Michael Cuesta) sowie From Paris with Love (2010, Regie: Pierre Morel; mit John Travolta und Jonathan Rhys Meyers). Für den Film The Town – Stadt ohne Gnade (2010), bei dem Ben Affleck Regie geführt hat, hat Buckley mit Gregson-Williams die Musik geschaffen. 2011 war er mit Trespass erneut für einen Film des Regisseurs Joel Schumacher tätig. Es folgten diverse Arbeiten für Film- und Fernsehproduktionen, darunter mehrere Serie.

## Filmografie (Auswahl)
- 2008: The Forbidden Kingdom
- 2009: Das schwarze Herz (Tell-Tale)
- 2009: Blood Creek (Town Creek)
- 2010–2016: Good Wife (Fernsehserie, 146 Episoden)
- 2010: From Paris with Love
- 2010: The Town – Stadt ohne Gnade (The Town)
- 2011: Trespass
- 2012: Gone
- 2012: Koma (Coma, Miniserie)
- 2012: ATM – Tödliche Falle (ATM)
- 2013: Parker
- 2015: Proof (Fernsehserie, 10 Episoden)
- 2016: Der Spion und sein Bruder (Grimsby)
- 2016: The Nice Guys
- 2016: Jason Bourne
- 2016: BrainDead (Fernsehserie, 13 Episoden)
- 2016: Killing Reagan (Fernsehfilm)
- 2016–2017: Mercy Street (Fernsehserie, 7 Episoden)
- 2017–2019: The Gifted (Fernsehserie, 29 Episoden)
- 2017–2019: The Good Fight (Fernsehserie, 24 Episoden)
- 2017: Papillon
- 2019: Angel Has Fallen
- 2019: Arctic Justice: Thunder Squad (Arctic Dogs)
- seit 2019: Evil (Fernsehserie)
- 2020: Ich schweige für dich (The Stranger, Miniserie, 3 Episoden)
- 2020: Unhinged – Außer Kontrolle (Unhinged)
- 2020: Greenland
- 2021: Nobody
- 2022: Sandman (The Sandman, Fernsehserie)

## Videospiele
- 2013: Call of Duty: Ghosts
- 2015: Batman: Arkham Knight